# Agrochola wolfschlägeri
Agrochola wolfschlägeri är en fjärilsart som beskrevs av Charles Boursin 1953. Agrochola wolfschlägeri ingår i släktet Agrochola och familjen nattflyn. Inga underarter finns listade i Catalogue of Life.